# کارولین استنلی
کارولین استنلی (انگلیسی: Caroline Stanley؛ زادهٔ ۱۶ مارس ۱۹۹۳) بازیکن فوتبال اهل ایالات متحده آمریکا است.
از باشگاه‌هایی که در آن بازی کرده‌است می‌توان به اسکای بلو اف‌سی و باشگاه فوتبال رین اشاره کرد.
وی همچنین در تیم ملی فوتبال United States U-17 بازی کرده‌است.